# Sandman (serial)
The Sandman este un serial TV american din 2022. A fost dezvoltat de Neil Gaiman, David S. Goyer și Allan Heinberg după benzi desenate omonime din 1989–1996 de Gaiman și publicate de DC Comics. În rolurile principale au interpretat actorii Tom Sturridge ca Lord Morpheus / Visul, Boyd Holbrook ca Corintianul, Vivienne Acheampong ca Lucienne și Patton Oswalt ca vocea corbului Matthew. La fel ca benzile desenate, The Sandman spune povestea lui Morpheus / Visul , titularul Sandman (Moș Ene).
Eforturile de a adapta The Sandman ca un film au început în 1991, dar s-au prăbușit în iadul dezvoltării (development hell) timp de mulți ani. În 2013, Goyer a prezentat o adaptare cinematografică a seriei pentru Warner Bros. Goyer și Gaiman urmau să fie producători alături de Joseph Gordon-Levitt, care urma să joace și, eventual, să regizeze. Cu toate acestea, Joseph Gordon-Levitt a plecat din cauza diferențelor creative în 2016. Datorită dezvoltării prelungite a filmului, Warner Bros. și-a mutat atenția către televiziune. Netflix a semnat un acord pentru a produce serialul în iunie 2019, iar filmările au durat din octombrie 2020 până în august 2021.

## Rezumat
Morpheus, personificarea viselor și unul dintre cei șapte Nesfârșiți, este prins printr-un ritual ocult în 1916. După ce a fost ținut captiv timp de 106 ani, Visul scapă și își propune să restabilească ordinea în tărâmul său, Visarea.

## Distribuție

### Roluri principale
- Tom Sturridge – Lord Morpheus / Visul, personificarea a visurilor și a coșmarurilor și conducătorul Dreaming (Ținutul Visării / Visare / Țara Visului[8]).[9][10]
  - Sturridge a oferit și vocea pisicii negre, omologul Visului, din "Dream of a Thousand Cats".
- Boyd Holbrook – Corintianul (sezonul 1), un coșmar care a scăpat din Visare.[9]
- Vivienne Acheampong – Lucienne, bibliotecara Visului și îngrijitorul proprietății în absența Visului.[10][9]
- Patton Oswalt – vocea lui Matthew Corbul, Emisarul Visului care a fost om până când a murit în somn și s-a reîncarnat – corbul lui Lucienne.[11][5]

### Vedete
- David Thewlis – John Dee, fiul lui Cripps și al lui Burgess al cărui efort de a găsi „adevărul” pune lumea în pericol. Gaiman l-a descris pe Dee ca pe un personaj „care ar putea să-ți rupă inima și să-ți trezească simpatia în timp ce te duce în cele mai întunecate locuri”.[11][5]
- Jenna Coleman – Johanna Constantine, un detectiv ocult. Coleman joacă două versiuni ale personajului: descendenta de azi bazat pe John Constantine și strămoșul ei identic din secolul al XVIII-lea, Lady Johanna Constantine.[11][5][12]
- Gwendoline Christie – Lucifer SteauaDimineții, conducătorul Iadului. Încarnarea lui Lucifer din acest serial este mult mai apropiată de reprezentarea originală a personajului în benzi desenate decât reprezentarea sa din serialul de televiziune Lucifer din 2016. Neil Gaiman a remarcat că ar fi dificil să reconfigureze versiunea lui Lucifer (interpretat de Tom Ellis), astfel încât să se potrivească din nou în The Sandman.[9][13]
- Kirby[14] – Moartea, personificarea morții și sora mai bună și mai înțeleaptă a Visului.[11][5]
- Ferdinand Kingsley – Hob Gadling, prietenul Visului care a trăit de sute de ani[15]
- Sandra James-Young – Unity Kinkaid (sezonul 1), binefăcătoarea și străbunica lui Rose, care s-a trezit recent dintr-un somn lung de un secol[11][5]
- Kyo Ra – Rose Walker, o tânără care își caută fratele pierdut care devine o pradă a Corintianului.[11][5][16]
- Razane Jammal – Lyta Hall, prietena Rosei și o văduvă care își plânge soțul.[11][5]
- Melissanthi Mahut – Calliope, muza lui Homer și fosta soție a Visului / Morpheus.
- Arthur Darvill – Richard „Ric” Madoc, un autor care o închide pe Calliope împotriva voinței ei.

### Roluri secundare
- Joely Richardson – Ethel Dee (née Cripps) / Madame Daudet, amanta lui Burgess și mama lui John Dee[11][5] (sezonul 1)
  - Niamh Walsh – tânărul Ethel Cripps[11] (sezonul 1).
- Dinita Gohil  –Fate Maiden, una dintre cele trei ursitoare
- Nina Wadia – Fate Mother, una dintre ursitoare
- Souad Faress – Fate Crone, una dintre ursitoare
- Sanjeev Bhaskar – Cain, un locuitor al Visării și fratele lui Abel bazat pe Cain biblic[9][10]
- Asim Chaudhry – Abel, un locuitor al Visării și fratele lui Cain bazat pe Abel biblic; este ucis ocazional de Cain și se întoarce din morți[9][10]
- Mason Alexander Park – Dorința, personificarea Dorinței și fratele lui Morpheus[11][5]
- Cassie Clare – Mazikeen din Lilim, un aliat devotat al lui Lucifer SteauaDimineții.
- John Cameron Mitchell – Hal Carter, prietenul lui Rose și gazda pensiunii. Hal se manifestă, de asemenea, în calitate de drag queen și interpret de cabaret.
- Stephen Fry – Gilbert / Câmpul Scripcarului (sezonul 1), un vis care apare sub forma unui gentleman misterios și devine garda de corp a lui Rose. Acesta este un vis, un câmp înverzit.[11][5]
- Mark Hamill – vocea lui Mervyn Pumpkinhead, un portar care fumează în continuu, cu un felinar în loc de cap.[17] Nicholas Anscombe oferă captura de mișcare pentru Mervyn Pumpkinhead.
- Donna Preston – Disperarea, personificarea disperării, sora lui Morpheus și geamăna Dorinței[11][5]
- Lloyd Everitt – en:Hector Hall (sezonul 1), soțul decedat al Lytei a cărui fantomă se ascunde de Moarte în Visare.
- Eddie Karanja – Jed Walker, fratele mai mic al lui Rose și păzit de Gault, care îl protejează de părinții săi adoptivi abuzivi prin Visare.
- Andi Osho – Miranda Walker, nepoata lui Unity și mama lui Jed și Rose.
  - Ann Ogbomo – captură de voci și de mișcare care dă adevărata formă a lui Gault, aceasta încearcă să devină un vis, protejând în același timp copiii de abuzuri.
- Cara Horgan și Daisy Badger – Chantal și Zelda, invitați la Hal's B&B.
- Lily Travers și Richard Fleeshman –  Barbie și Ken, invitați la Hal's B&B.
- Sam Hazeldine și Lisa O'Hare – Barnaby și Clarice, părinții adoptivi ai lui Jed. Barnaby este abuziv fizic față de Jed și o îngrozește pe Clarice pentru a se conforma. Spre deosebire de benzi desenate, Clarice nu-l maltratează pe Jed, doar Barnaby. Sunt uciși de Corintian.
- Kerry Shale, Danny Kirrane și Jill Winternitz – Nimrod, Fun Land și The Good Doctor (sezonul 1), un trio de ucigași în serie care țin o convenție în timp ce îl atrag pe Corintian ca orator invitat. Good Doctor este o versiune a Flay-By-Night.
- Lenny Henry – vocea lui Martin Tenbones, o creatură magică, asemănătoare unui câine, care apare în visele lui Barbie.[18]
- Gianni Calchetti – Death Stalker, un criminal în serie..

### Invitați
- Bill Paterson – Dr. John Hathaway (sezonul 1)
- Laurie Kynaston – Alex Burgess, Roderick Burgess' son (sezonul 1)
  - Benjamin Evan Ainsworth – tânărul Alex Burgess (sezonul 1)
  - Benedick Blythe – Alex Burgess mai în vârstă (sezonul 1)
  - Simon Bundock – dublura lui Alex Burgess (sezonul 2)
- Charles Dance – Sir Roderick Burgess / Magus (sezonul 1), un ocultist aristocrat.[9]
- Meera Syal – Erica, un vicar cunoscut sub numele de „Ric the Vic” care caută ajutorul Johannei Constantine într-un caz de posesie demonică.
- Claire Higgins – Mad Hettie, o femeie fără adăpost în vârstă de 280 de ani și o cunoștință a Johannei Constantine
- Sarah Niles – Rosemary, o femeie bună samariteană care îl ajută pe John să-și recupereze rubinul.
- Martyn Ford – Squatterbloat, un demon
- Munya Chawawa – Choronzon, un demon duce al Iadului
- Deborah Oyelade – Nada, o regină africană preistorică care a avut cândva o relație romantică cu Morpheus
- Ernest Kingsley Jnr –  Kai'ckul, un aspect al Visului văzut prin ochii Nadei.
- Sam Strike – Todd
- Emma Duncan – Bette Munroe (sezonul 1), o chelneriță și una dintre victimele lui John Dee
- Steven Brand – Marsh Janowski (sezonul 1), un bucătar și una dintre victimele lui John Dee
- Laurie Davidson – Mark Brewer (season 1), un oaspete la cină și una dintre victimele lui John Dee
- Daisy Head – Judy (sezonul 1), un oaspete la cină și una dintre victimele lui John Dees
- James Udom – Garry (sezonul 1), un oaspete la cină și una dintre victimele lui John Dee
- Lourdes Faberes – Kate Fletcher (sezonul 1), un oaspete la cină și una dintre victimele lui John Dee
- Samuel Blenkin – Will Shaxberd, un aspirant dramaturg.
- Ian McNeice – barman
- Ben Wiggins – Carl, prietenul și îngrijitorul casei Rosei.
- Peter de Jersey –  Mr. Haldewell, avocatul lui Unity Kincaid
- Lewis Reeves – Philip Sitz (sezonul 1), un blogger care se pretinde a fi un ucigaș în serie numit „The Boogieman”, astfel încât să știe cum să devină unul.
- Roger Allam – vocea Lordului Azazel, un duce al iadului.
- Derek Jacobi – Erasmus Fry (sezonul 1), un scriitor al mitologiei grecești și răpitorul original al lui Calliope.

## Episoade

### Sezonul 1 (2022)
| Nr. în serial | Nr. în sezon | Titlu                       | Regizat de                   | Teleplay by                                   | Data lansării  |
| --- | ------------ | --------------------------- | ---------------------------- | --------------------------------------------- | -------------- |
| 1 | 1            | „Somnul celor drepți”       | Mike Barker                  | Neil Gaiman & David S. Goyer & Allan Heinberg | 5 august 2022  |
| În timp ce încearcă să prindă un coșmar cunoscut sub numele de Corintianul, Morpheus, cunoscut și sub numele de Visul, este prins printr-un ritual ocult de către aristocratul britanic Roderick Burgess, care încerca să captureze Moartea în speranța de a obține puteri supranaturale ca mijloc de a-și crește propria putere și bogăție, în plus de a-l învia pe fiul său cel mare, Randall. Roderick fură 3 totemuri (obiecte) ale puterii lui Morpheus: coiful mistic, o pungă cu nisip și un rubin, dar toate sunt fuate în cele din urmă de iubita lui Roderick, Ethel Cripps, care este însărcinată cu copilul lui Roderick. Întemnițarea lui Morpheus provoacă o epidemie de „boala somnului”, care durează 106 ani. În 2021, fiul mai mic al lui Roderick, Alex, este un bătrân care continuă să-l țină închis pe Morpheus și este îngrijit de partenerul său, Paul. După ce Paul șterge „în mod accidental” o parte din runele care îl țin pe Morpheus legat, Morpheus ajunge în visul unuia dintre gardienii săi pentru a-i distruge cușca, permițându-i să scape, condamnându-l pe Alex la un somn etern. Adaptare a The Sandman #1 ("Sleep of the Just"). |              |                             |                              |                                               |                |
| 2 | 2            | „Gazde imperfecte”          | Jamie Childs                 | Allan Heinberg                                | 5 august 2022  |
| Morpheus se întoarce în Dreaming, regatul său și sursa viselor. Acolo, își găsește palatul în ruine din cauza absenței sale prelungite. Morpheus îi vizitează pe Cain și Abel, o pereche de frați disfuncționali, pentru a-și recupera animalul de companie, garguiul Gregory, care îi va restabili puterea suficient pentru a invoca Ursitoarele. Acestea îl informează despre locul unde se află obiectele sale pierdute; punga de nisip este în posesia exorcistului Johanna Constantine, coiful mistic este în mâinile unui demon din Iad și rubinul este folosit de fiul lui Ethel John Dee. Morpheus pleacă în căutarea obiectelor. Înapoi în Vis, Morpheus le trimite un copil de gargui lui Cain și Abel, pe care îi numesc Goldie, pentru a-l înlocui pe fostul însoțitor. Adaptare a The Sandman #2 ("Imperfect Hosts"). |              |                             |                              |                                               |                |
| 3 | 3            | „Visează-mă și pe mine”     | Jamie Childs                 | Jim Campolongo                                | 5 august 2022  |
| Morpheus îl urmărește pe Constantin, pentru a-și găsi punga cu nisip, care tocmai îl trimite pe demonul Agileth înapoi în Iad după ce a folosit trupul lui Kevin Brody pentru a se căsători cu Prințesa. El vede în coșmarul anterior al Constantinei un exorcism eșuat care a dus-o pe prietena ei Astra Logue în Iad. Alături de noul său consilier Matthew Corbul, o vizitează pe fosta iubită a lui Constantine, Rachel, care a devenit dependentă de nisipul de vis din pungă, care este tot ceea ce o ține în viață. Constantine îl convinge pe Morpheus să o lase pe Rachel să se odihnească. Avertizată de Corintian că Morpheus este liber și își caută bunurile furate, Ethel Cripps, acum în vârstă de peste o sută de ani, dar făcută să pară mult mai tânără prin folosirea unei amulete de protecție, călătorește la o instituție din Buffalo, New York, să-și viziteze fiul, John, care are o obsesie întunecată pentru rubinul lui Morpheus. Ea îi spune lui John că, dacă ia amuleta, nu va mai avea nevoie de rubin. Dându-i-o, ea îmbătrânește imediat și moare. John folosește puterile amuletei pentru a scăpa din instituție. Adaptare a The Sandman #3 ("Dream a Little Dream of Me"). |              |                             |                              |                                               |                |
| 4 | 4            | „Speranța în iad”           | Jamie Childs                 | Austin Guzman                                 | 5 august 2022  |
| Pentru a-și recupera coiful, Morpheus coboară în Iad, unde îl întâlnește pe Lucifer Steauadimineții, conducătorul tărâmului. El îl găsește pe demonul Choronzon care are coiful, dar pentru a-l recupera, Choronzon îl provoacă pe Morpheus la un joc de inteligență. Morpheus alege să se reprezinte singur în provocare, dar demonul o alege pe Lucifer. Morpheus câștigă în cele din urmă provocarea invocând speranța, un concept pe care Lucifer îl recunoaște ca imbatabil și este capabil să recâștige coiful după ce Lucifer l-a aruncat pe Choronzon de pe balcon mulțimii de dedesubt după ce a refuzat să-l returneze. Înainte să plece, Lucifer promite că într-o zi îl va ucide pe Morpheus. Lui John i se oferă asistență de către un bun samaritean și preia rubinul, dar nu înainte ca Morpheus să descopere locul în care se află și faptul că John a modificat obiectul pentru a se adapta la dorințele lui și ale nimănui altcuiva. John îi dă amuleta de protecție salvatorului său îngrozit, hotărând că nu mai are nevoie de ea. Adaptare a The Sandman #4 ("A Hope in Hell") and #5 ("Passengers"). |              |                             |                              |                                               |                |
| 5 | 5            | „24 de ore”                 | Jamie Childs                 | Ameni Rozsa                                   | 5 august 2022  |
| John, aflat acum în posesia rubinului, se refugiază într-un restaurant. Acolo, el folosește puterea rubinului pentru a împiedica patronii și personalul (și lumea în general, afișată prin televizor) să poată minți, ceea ce îi face în cele din urmă să se ucidă reciproc sau să se sinucidă. Morpheus apare și îl duce pe John în tărâmul viselor, unde John pare să folosească puterea rubinului pentru a-l învinge pe Morpheus. Zdrobind rubinul în mână, John se bucură de victoria sa, înainte ca Morpheus să se dezvăluie și să-i spună că prin distrugerea rubinului, puterea lui a fost eliberată înapoi în adevăratul său stăpân, Morpheus. I se face milă de John, astfel încât Morpheus îl duce înapoi la sanatoriu, aparent într-o stare de somn de lungă durată. În altă parte, fratele lui Morpheus Dorința complotează împotriva lui. Adaptare a The Sandman #6 ("24 Hours") și #7 ("Sound and Fury"). |              |                             |                              |                                               |                |
| 6 | 6            | „Sunetul aripilor ei”       | Mairzee Almas                | Lauren Bello                                  | 5 august 2022  |
| Acum fără un scop după ce și-a obținut uneltele, Morpheus este vizitat de sora sa Moartea și o însoțește în timp ce îi escortează pe decedații recenți în viața de apoi. Moartea încearcă să-i arate lui Morpheus posibilitatea de a găsi un scop și împlinire în îndatoririle sale de conducător al Visului. Într-un flashback din Evul Mediu, Morpheus și Moartea vizitează o tavernă unde îl întâlnesc pe Hob Gadling, un om de rând care își dorește cu voce tare să nu moară niciodată. Moartea este de acord să-l cruțe pe Gadling atâta timp cât dorește. Hob și Morpheus continuă să se întâlnească o dată în fiecare secol, iar la o întâlnire sunt aproape prinși de un strămoș al lui Johanna Constantine. Hob susține că indiferent de întorsătura pe care o ia viața, tot nu își dorește moartea. Hob emite ipoteza că Morpheus continuă să se întâlnească cu el pentru că este singur și lipsit de prieteni, ceea ce îl jignește foarte mult pe Morpheus. Din cauză că a fost prins de către Burgess, Morpheus nu poate participa la întâlnirea sa obișnuită cu Hob. Când locul lor de întâlnire este vândut, Hob alege o nouă tavernă la o stradă distanță, în speranța că Morpheus îl va găsi. Înapoi în prezent, Morpheus vede un semn care îl direcționează către „The New Pub”. Cei doi se reîntâlnesc iar Morpheus recunoaște în cele din urmă că Hob îi este ca un prieten. În altă parte, Dorința își continuă planurile. Adaptare a The Sandman #8 ("The Sound of Her Wings") și #13 ("Men of Good Fortune"). |              |                             |                              |                                               |                |
| 7 | 7            | „Casa păpușii”              | Andrés Baiz                  | Heather Bellson                               | 5 august 2022  |
| În 2015, Rose Walker și fratele ei Jed sunt despărțiți când părinții lor divorțează. În 2021, după moartea ambilor părinți, Jed este plasat în sistemul de plasament, în ciuda încercărilor Rosei de a-l găsi și de a revendica tutela legală. Rose este, fără să știe, un Vârtej al Viselor, o ființă care atrage și manipulează în mod natural visele, iar Dorința și sora lor geamănă Disperarea conspiră s-o folosească pe Rose împotriva lui Morpheus. Conștient de natura Rosei, Morpheus plănuiește s-o folosească pentru a urmări trei rezidenți rătăciți ai Visării care sunt încă în libertate și anume din Corintianul, Gault și Câmpul Scripcarului (Fiddler's Green). Rose și prietena sa Lyta Hall călătoresc în Anglia pentru a o întâlni pe Unity Kinkaid, o bătrână bogată care și-a revenit din boala somnului. Unity dezvăluie că ea este străbunica biologică a Rosei. Unity se oferă să finanțeze căutarea lui Jed, iar Rose și Lyta călătoresc în Florida. Incapabil să-l găsească pe Jed nici în lumea Visului, nici în lumea veghei, Lucienne și Morpheus deduc că Gault a separat conștiința lui Jed de Visare. Rose se apropie de Lucienne și Morpheus în Visare pentru a cere ajutor pentru a-l găsi pe Jed. Între timp, Corintianul, în căutarea Rosei, este invitat de onoare al convenției criminalilor în serie de către ucigașii în serie Nimrod, Fun Land și The Good Doctor. Adaptare a The Sandman #10 ("The Doll's House") și #11 ("Moving In"). |              |                             |                              |                                               |                |
| 8 | 8            | „Casa de joacă”             | Andrés Baiz                  | Alexander Newman-Wise                         | 5 august 2022  |
| În ciuda protestelor lui Lucienne, Morpheus acceptă să o ajute pe Rose să-l găsească pe Jed. În timpul zilei, Rose și ceilalți oaspeți de la pensiune pun afișe în jurul Cape Kennedy, ceea ce atrage atenția Corintianului. În acea noapte, Morpheus și Rose călătoresc prin visele oaspeților, ajungând în cele din urmă în visele lui Jed, pe care Gault le-a manipulat pentru a-i oferi o evadare emoțională de tatăl său adoptiv abuziv. Morpheus o mustră și o pedepsește pe Gault pentru că și-a depășit atribuțiile, trimițând-o în Întuneric, deși Gault susține că a încălcat regulamentul pentru că a crezut că este în interesul lui Jed. Între timp, Lyta se pare că se reunește cu soțul ei decedat, Hector Hall, în Visare. Hector încearcă s-o convingă pe Lyta să rămână în Visare și să aibă un copil cu el, dar când Lyta se trezește, este vizibil însărcinată. Corintianul îl găsește pe Jed și îl ucide pe părinții adoptivi, răpindu-l pe Jed pentru a-o atrage pe Rose la convenția criminalilor în serie care este deghizată ca o „convenție a cerealelor”. Adaptare a The Sandman #12 ("Playing House") și #15 ("Into the Night"). |              |                             |                              |                                               |                |
| 9 | 9            | „Colecționarii”             | Coralie Fargeat              | Vanessa James Benton                          | 5 august 2022  |
| Lucienne și Matthew deduc că sarcina Lytei este rezultatul creșterii puterii Rosei, care amenință să spargă barierele dintre Vis și lumea veghei. Corintianul o sună pe Rose fiind împreună cu Jed și îi spune locul unde are loc „congresul de cereale”. Rose călătorește la hotel pentru a-i întâlni, însoțită de Gilbert, un oaspete la Hal's B&B și un autoproclamat „gentleman”. Lyta continuă să-l întâlnească pe Hector în visele ei și constată că sarcina ei avansează într-un ritm rapid. Morpheus observă daune tot mai mari aduse Visării, pe care Lucienne le atribuie Rosei, deși Morpheus nu este sigur de teoria ei. Morpheus îi găsește pe Lyta și Hector în Visare și își dă seama că Vârtejul a permis spiritului lui Hector să locuiască în Visare, în loc să treacă în viața de apoi. Morpheus îl alungă pe Hector în viața de apoi și o informează pe Lyta că copilul ei nenăscut îi va aparține într-o zi pentru că a fost conceput în Visare. Rose și Gilbert ajung la hotel și îl caută pe Jed. În timpul căutării, Corintianul și Gilbert se recunosc reciproc, făcându-l pe Gilbert să fugă în Visare, unde se dezvăluie că este un Câmp al lui Fiddler personificat. Gilbert transmite lui Morpheus locația Corintianului și a Rosei. Pe măsură ce Rose îl găsește pe Jed fiind dus într-o cameră de Fun Land, se întâlnesc și fug de Fun Land, care îi încolțește până când Corintianul apare și îl ucide pe Fun Land. Adaptare a The Sandman #14 ("Collectors", Colecționarii). |              |                             |                              |                                               |                |
| 10 | 10           | „Inimi pierdute”            | Louise Hooper                | Jay Franklin                                  | 5 august 2022  |
| Morpheus întrerupe discursul principal al Corintianului la convenția criminalilor în serie, dar Corintianul îi arată lui Morpheus că puterea Rosei îi permite să se apere de creatorul său. Morpheus o informează pe Rose despre marele pericol pe care îl reprezintă pentru lumea veghii, determinând-o pe Rose să restaureze temporar Visarea și permițându-i lui Morpheus să distrugă Corintianul. Morpheus îi pedepsește pe participanții la convenție cu claritate cu privire la crimele lor, permițându-le lui Rose și Jed să plece nevătămați, deoarece unii dintre ei fie se sinucid, fie se predau autorităților. În acea noapte, Rose se confruntă cu Morpheus în Visare. Rose este gata să se sacrifice pentru a-și salva prietenii și fratele, dar Unity li se alătură în Visare și o convinge pe Rose să transfere Vârtejul în ea, permițându-i lui Morpheus să-i pună capăt vieții ei. Morpheus își dă seama că Dorința a impregnat-o pe Unity pentru a-i transmite Vârtejul descendenților ei, în încercarea de a-l face pe Morpheus să verse sângele familiei. Morpheus se confruntă cu Dorința, avertizând-o împotriva altor scheme. Morpheus îl reface pe Gault ca pe un vis bun și se străduiește să acționeze ca un conducător mai binevoitor al Visării. În lumea veghii, Lyta dă naștere unui fiu și se mută cu Rose, Jed și Hal înapoi în New Jersey. După ce Lordul Azazel, în numele generalilor Iadului, i-a reproșat cele pățite anterior, Lucifer SteauaDimineții se gândește la răzbunare asupra lui Morpheus în timp ce demonii o încurajează. Adaptare în parte după The Sandman #14 ("Collectors", Colecționarii) și #16 ("Lost Hearts"). |              |                             |                              |                                               |                |
| 11 | 11           | „Visul pisicilor / Caliope” | Hisko Hulsing, Louise Hooper | Catherine Smyth-McMullen                      | 19 august 2022 |
| „Visul pisicilor”: Într-o noapte târziu în această poveste animată, o pisică siameză ține o adunare cu alte pisici pentru a-și spune povestea despre întâlnirea ei cu Morpheus. Cu mult timp în urmă, ea a întâlnit un pisic cu care a născut pisoi de rasă mixtă. Acest lucru i-a nemulțumit pe stăpânii ei, Paul și Marion, care au luat pisoii și i-au aruncat într-un râu, traumatizând pisica siameză. Don disperare, pisica a visat să-l întâlnească pe Morpheus sub forma unei pisici negre după întâlnirea sa cu o cioară cu craniu și trei fiare care îi păzeau peștera. Pisica l-a implorat pe Morpheus să-i dea ajutor. Morpheus i-a prezentat un univers paralel în care pisicile erau specia dominantă asupra oamenilor, până când oamenii au ripostat visând la sugestia unui om rebel cu părul auriu, recreând realitatea și transformându-și stăpânii în pisicile pe care omenirea le vede ca fiind astăzi. După ce își termină povestea, pisica siameză le îndeamnă pe celelalte pisici să aibă aceeași iluminare, astfel încât să își poată recupera statutul de conducători ai pământului. „Calliope”: În august 2018, autorul fără inspirație Richard Madoc vizitează un fost scriitor, acum în vârstă, pe nume Erasmus Fry, care a întemnițat-o pe muza Calliope. Fry i-o dă pe Calliope lui Madoc, care descoperă că, violând-o, are inspirație. El face asta de mai multe ori, în ciuda promisiunilor sale de a o elibera, până când devine evident că nu intenționează niciodată s-o lase să plece. Calliope îi trimite o rugăminte disperată lui Morpheus, fostul ei soț, pe care nu l-a mai văzut de la moartea tragică a fiului lor Orfeu. Morpheus se înfurie și se confruntă cu Madoc. Când refuză s-o elibereze pe Calliope până în august 2022, Morpheus îl pedepsește pe Madoc cu un flux incontrolabil de idei. Madoc o pune pe studenta lui, Nora, s-o elibereze pe Calliope, care îi cere lui Morpheus să ridice blestemul pus pe Madoc. Morpheus se conformează și Madoc se trezește fără a-și aminti de Calliope, Morpheus sau oricare dintre ideile sale anterioare. Calliope promite să se asigure că ceea ce i s-a întâmplat nu se va întâmpla surorii ei, Muses. Ea și Morpheus își iau rămas bun, în timp ce ea își exprimă speranța că poate îl va vizita pe tărâmul lui pentru a-și plânge fiul cum trebuie. Adaptare a The Sandman #18 ("A Dream of a Thousand Cats"; Visul pisicilor) și #17 ("Calliope"). |              |                             |                              |                                               |                |

### Sezonul 2
| Nr. în serial | Nr. în sezon | Titlu | Regizat de   | Teleplay by                  | Data lansării |
| ------------- | ------------ | ----- | ------------ | ---------------------------- | ------------- |
| 12            | 1            |       | Jamie Childs | Allan Heinberg               | 2025          |
| 13            | 2            |       | Jamie Childs | Ameni Rozsa                  | 2025          |
| 14            | 3            |       | Jamie Childs | Alexander Wise               | 2025          |
| 15            | 4            |       | Jamie Childs | Austin Guzman                | 2025          |
| 16            | 5            |       | Jamie Childs | Shadi Petosky                | 2025          |
| 17            | 6            |       | Jamie Childs | Jim Campolongo               | 2025          |
| 18            | 7            |       | Jamie Childs | Vanessa Benton               | 2025          |
| 19            | 8            |       | Jamie Childs | Jay Franklin                 | 2025          |
| 20            | 9            |       | Jamie Childs | Greg Goetz                   | 2025          |
| 21            | 10           |       | Jamie Childs | Marina Marlens               | 2025          |
| 22            | 11           |       | Jamie Childs | Allan Heinberg               | 2025          |
| 23            | 12           |       | Jamie Childs | Neil Gaiman & Allan Heinberg | 2025          |

## Lansare și primire
Serialul a fost lansat la 5 august 2022 și constă din zece episoade. Un al unsprezecelea episod a fost lansat pe 19 august ca o „colecție de povești în două părți”. Primul sezon a fost lansat pe Ultra HD Blu-ray, Blu-ray și DVD în noiembrie 2023.
Al doilea sezon este de așteptat să fie lansat în 2025.
Sandman s-a clasat pe primul loc la nivel global în Top 10 titluri Netflix la trei zile după lansare, cu 69,5 milioane de ore vizionate, În prima sa săptămână completă de streaming,  Sandman a rămas cel mai vizionat de pe lista săptămânală Netflix Top 10 a celor mai vizionate emisiuni TV, cu 127,5 milioane de ore vizionate în perioada 8-14 august. Sandman a rămas cea mai vizionată emisiune TV în limba engleză de pe Netflix pentru a treia oară consecutiv în perioada 15-21 august. Serialul a fost vizionat peste 393,14 milioane de ore în total până pe 18 septembrie.
Serialul a fost al optulea cel mai vizionat spectacol în limba engleză de pe Netflix din 2022, petrecând 7 săptămâni în top 10 mondial.
Siteul web de agregare de recenzii Rotten Tomatoes a raportat un rating de aprobare de 87%, cu un rating mediu de 7,6/10, pe baza a 97 de recenzii critice. Consensul criticilor site-ului spune: „Deși poate avea câteva surprize pentru fanii materialului sursă, primul sezon al lui Sandman adaptează în mod satisfăcător un clasic presupus de nefilmat.” Metacritic, care folosește o medie ponderată, a atribuit un scor de 66 din 100 pe baza a 27 de recenzii, indicând „recenzii favorabile în general”.